# Büttikon
Büttikon – gmina (niem. Einwohnergemeinde) w północnej Szwajcarii, w kantonie Argowia, w okręgu Bremgarten. 31 grudnia 2014 liczyła 979 mieszkańców.